# Tillandsia langlasseana
Tillandsia langlasseana là một loài thuộc chi Tillandsia. Đây là loài đặc hữu của México.